# Mayridia myrlea
Mayridia myrlea är en stekelart som först beskrevs av Walker 1838.  Mayridia myrlea ingår i släktet Mayridia och familjen sköldlussteklar. Arten är reproducerande i Sverige. Inga underarter finns listade i Catalogue of Life.